# Feliks Chiczewski
Feliks Chiczewski (ur. 18 maja 1889 w Sosnowcu, zm. 1972) – polski urzędnik konsularny, dyplomata.

## Życiorys
Był synem Franciszka i Anny z domu Peaulté. Absolwent Akademii Handlowej w Antwerpii, kursu dla Wyższej Administracji przy Uniwersytecie Warszawskim. W 1919 wstąpił do polskiej służby zagranicznej, pełniąc szereg funkcji – konsula w Gałaczu (1920–1922), konsul/kierownik konsulatu w Bukareszcie (1922–1928), pracownik poselstwa w Brukseli (1928–1934), pracownik Departamentu Administracyjnego MSZ (1934–1935), pracownik Biura Personalnego MSZ (1935–1936), konsul/kier. konsulatu/konsul gen. w Lipsku (1936–1939), gdzie został internowany. Pełniąc funkcję w Lipsku odegrał niebagatelną rolę w wydarzeniu z 27 na 28 października 1938, gdy udzielił w willi konsulatu schronienia 1300 Żydom w czasie realizacji przez nazistów tzw. Polenaktion, czyli deportacji polskich Żydów z terytorium Niemiec.
Z ramienia władz polskich pełnił opiekę nad uchodźcami we Francji (1940) w ramach funkcji konsula w Tuluzie, był też przewodniczącym Komitetu Pomocy Polakom oraz prezesem PCK we Francji.

## Ordery i odznaczenia
- Krzyż Kawalerski Orderu Odrodzenia Polski (11 lipca 1946)[1]
- Złoty Krzyż Zasługi (9 listopada 1932)[2]

## Upamiętnienie
W 2000 roku na parkanie przed willą byłego polskiego konsulatu generalnego w Lipsku zawisła tablica przypominająca po polsku i po niemiecku o odważnym czynie polskiego konsula w nocy z 27 na 28 października 1938. Na kanwie tego wydarzenia reżyser Jacek Kubiak w 2016 zrealizował film dokumentalny pt. „Zapomniany sprawiedliwy konsul Feliks Chiczewski 1889–1972”.